# 艋舺王氏家族
艋舺王氏家族是一個發跡於臺北萬華地區的家族，其創始者為來自福建泉州惠安溪底的王義德。

## 代表成員
- 王義德（1796年 (嘉慶元年)－1858年 (咸豐八年)，享年六十二），官名王宗河，字道輝，諱光洒，生於泉州惠安溪底，為龍塘王氏的第十九代，後於嘉慶十七年前後渡海至臺灣發展[1]；有一說法為其曾先至臺南地區，但最終都落腳於艋舺地區。此後，王義德長年在當地從事對口貿易相關事業，並使王益興商號成為北部主要郊商之一。[2]此外，王義德也經年致力於地方社會福利與治安維持，並因此獲清朝當局誥封為二品頂戴花翎，且於逝世時被追封五品藍翎贈奉直大夫頭銜。《淡水廳志》有傳： 王宗河，字道揮，艋舺人，籍晉江。與翁裕佳齊名。凡賑水災，息分類，禦海寇，悉以身先。能明大體，好義樂輸。官任之如臂指。鄉人至今稱德無閒言。後以國學生獎加知州銜。(卷十六附錄三志餘，1871)
- 王家霖(王義德長子)早逝，繼承人王天錫用心經營家族光榮，為寡母請准節孝坊和節孝祠的設立，光緒八年(1882年)坊成，一直到明治三十七年(1904年)祠乃成。
- 王則振(王家瑛，王義德三子)，又稱馬俏哥，艋舺地區慈善家，在同治十二年(1873年)獨力創辦了助葬性質的「艋舺同仁堂」，以捐款救濟貧病無依客死他鄉者，並購地充為義塚，協助當地無子嗣人士安葬；建屋安厝，餘地闢為田園，顧佃耕種，並設立義倉、育嬰堂等，滋利養生。[3]
- 王天錫(王義德第三代繼承人)，列名台北築城十四名董事之一，實際負責南門的建築資金的籌募與督造，此時王家的豪富達到極盛。

## 文化資產
- 王義德墓：位在臺北市南港區，其形制屬清代典型墓形，置有墓碑、墓丘、墓肩、墓雙曲手、前埕等。[4]
- 艋舺王宅二進遺構：位於臺北市萬華區恒安醫院內，為昔日王益興船頭行遺跡；該建物原為五進大厝，在日治時期被改建為診所，目前僅存原建物第三進木門框周邊結構。[1][5]
- 黃氏節孝坊：節孝坊和節孝祠的設立，光緒八年(1882年)坊成，一直到明治三十七年(1904年)祠乃成。節孝坊現以三級古蹟完好的矗立在228公園內。